# 和歌山県道245号紀北かつらぎインター線
和歌山県道245号紀北かつらぎインター線（わかやまけんどう245ごう きほくかつらぎインターせん）は、和歌山県伊都郡かつらぎ町を通る一般県道である。

## 概要
伊都郡かつらぎ町大字寺尾から伊都郡かつらぎ町大字大谷に至る。
2025年（令和7年）に和歌山県が新規認定した路線である。和歌山県でインター線が県道認定されるのは初めてとなる。
かつらぎ町紀ノ川左岸地区から紀北かつらぎインター線へのアクセスを確保するため、道路が新設整備される予定。

### 路線データ
- 起点：伊都郡かつらぎ町大字寺尾（和歌山県道13号和歌山橋本線交点）
- 終点：伊都郡かつらぎ町大字大谷（京奈和自動車道 紀北かつらぎIC）

## 歴史
- 2025年（令和7年）5月23日 - 和歌山県告示第420号により認定[2]。

## 路線状況

### 重複区間
- 国道24号（伊都郡かつらぎ町大字大谷 - 伊都郡かつらぎ町大字大谷・紀北かつらぎIC南交差点）

### 道路施設

#### 橋梁
- かつらぎ橋（紀の川、伊都郡かつらぎ町）

## 地理

### 通過する自治体
- 和歌山県
  - 伊都郡かつらぎ町

### 交差する道路
| 交差する道路               | 交差する場所 | 交差する場所             |
| -------------------------- | ------------ | ------------------------ |
| 和歌山県道13号和歌山橋本線 | 大字寺尾     | 起点                     |
| 国道24号 重複区間起点      | 大字大谷     |                          |
| 国道24号 重複区間終点      | 大字大谷     | 紀北かつらぎIC南交差点   |
| E24 京奈和自動車道         | 大字大谷     | 16 紀北かつらぎIC / 終点 |

### 交差する鉄道
- 和歌山線

### 沿線
- 紀の川
- 中谷川
- 大谷郵便局
- JR西日本和歌山線 大谷駅